# 日本ピストンリング
日本ピストンリング株式会社（にほんピストンリング、英: Nippon Piston Ring Co., Ltd.）は、自動車用および船舶用ピストンリングなどを製造・販売するメーカーである。
本社は埼玉県さいたま市中央区に所在する。
日本国内において業界第3位のシェアを有しており、トヨタ自動車系列への販売に強みを持っていた。しかしながら2020年代に入ると電気自動車へのシフトが鮮明になり、主力製品であるピストンリングの需要自体が消滅する危機に立たされた。
新たな収益源の育成が急務となる中で、2022年7月27日、業界第2位のライバルであるリケンとの間で経営統合をすることを発表している。

## 沿革
- 1931年 - 日本ピストンリング製作所を創業。
- 1934年 - 日本ピストンリング株式会社を設立。川口工場を設立。
- 1949年 - 東京証券取引所に上場。
- 1980年 - 100%出資の販売会社・株式会社日本リングサービスを設立。
- 1982年 - 株式会社日ピス福島製造所、株式会社日ピス川口製造所、株式会社日ピス物流センターを設立。
- 1983年 - 株式会社日ピス今西製造所を設立。
- 1990年 - 株式会社日ピス岩手を設立。後に日ピス岩手 千厩工場に変更。
- 2002年 - 株式会社日ピス岩手 一関工場を開設。
- 2004年 - 日ピス今西製作所を100%出資子会社化。社名を株式会社日ピス島根に変更。
- 2011年 - 保有する日ピス島根の全株式を日東工業に譲渡[5]。
- 2012年 - 日ピス川口製造所及び日ピス物流センターを吸収合併。
- 2014年 - 住友金属鉱山から金属粉末射出成形品事業を譲受。石福金属興業から歯科インプラント事業を譲受。
- 2023年 - 持株会社リケンNPRが設立。

## 所在地
- 本社 - 埼玉県さいたま市中央区
- 栃木工場 - 栃木県下都賀郡野木町